# مؤنسة
مؤنسة إحدى قرى مركز أشمون التابع لمحافظة المنوفية بجمهورية مصر العربية.

## السكان
بلغ عدد سكان مؤنسة وعزبتها 8,784 نسمة، حسب الإحصاء الرسمي لعام 2006.